# Kozjak, Kaštela
Kozjak je gorski greben nad mestom Kaštela (Hrvaška).
Kozjak ali Mali Kozjak je razmeroma nizek  greben, ki poteka v smeri vzhod - zahod na Kaštelo, severozahodno od Splita. Njegove južne stene so zelo strme, severni kamniti obronki pa postopno prehajajo  v valovito visokogorsko ravan Dalmatinske Zagore.
Najvišji vrh je Sv. Luka ali Kozjak (799 mnm), ki leži na vzhodu
grebena nad Kaštel Gomilico. Na zahodnem delu grebena, stoji na istoimenskem sedlu (665 mnm) planinska koča Malačka.